# Szewce Nadolne
Szewce Nadolne [pronunciación en polaco: /ˈʂɛft͡sɛ naˈdɔlnɛ/] es un pueblo en el distrito administrativo de Gmina Bedlno, dentro del Distrito de Kutno, Voivodato de Łódź, en Polonia central. Se encuentra aproximadamente 14 kilómetros al sudeste de Kutno y 43 kilómetros al norte de la capital regional Łódź.